# 杉並区立松庵小学校
杉並区立松庵小学校（すぎなみくりつ しょうあんしょうがっこう）は、東京都杉並区松庵二丁目にある公立小学校。

## 概要
本校の学区は、杉並区立西宮中学校もしくは杉並区立神明中学校の学区となる。

## 沿革
- 1952年（昭和27年）4月1日 - 東京都杉並区立高井戸第二小学校分校（7学級）及び東京都杉並区立高井戸第四小学校分校（8学級）として開校。
- 1952年（昭和27年）8月22日 - 校舎落成。
- 1952年（昭和27年）10月20日 - 落成式挙行（この日を開校記念日と定める）
- 1960年（昭和35年）10月30日 - プールが完成。
- 2014年（平成26年）5月22日 - 山羊の飼育を開始。

## 教育目標
『希望をもって生活する子』

## 校歌
歌詞は公募で選ばれた。当選したのは国語学者の金田一春彦で、娘が在校していた。アクセントを研究し始めた国語学者らしく、歌詞は1番から3番までどの部分もアクセントが同じになるよう作詞され、金田一が作曲を依頼した清水脩にも、旋律はアクセントに傚うよう懇請した。

## 校区
- 西荻北3丁目5～11番(昭和44年住居表示実施前は旧・松庵北町の一部であった)[2]
- 松庵1丁目3～21番
- 松庵2丁目全域
- 松庵3丁目全域
- 久我山4丁目18～37番